# Diego Milito
Pour les articles homonymes, voir Milito.
Diego Milito, né le 12 juin 1979 à Bernal (Argentine), est un ancien footballeur international argentin qui jouait au poste d'attaquant et est notamment passé par l'Inter où il a remporté la Ligue des champions 2010 par un doublé en finale.
Il est le frère aîné de Gabriel Milito qui jouait au FC Barcelone. Il est aussi connu pour sa forte ressemblance avec l'attaquant uruguayen Enzo Francescoli, tous deux d'origine italienne comme beaucoup d'Argentins et Uruguayens.
Les supporters de l'Inter le surnomment "Il Principe" ("Le Prince" en français).

## Biographie
Ses racines familiales se situent près de Cosenza en Calabre dans le sud de l'Italie, à Terranova da Sibari.

### Débuts de carrière
Diego Milito a évolué pendant cinq saisons en Argentine au Racing Club de Avellaneda, alors que son petit-frère Gabriel Milito évoluait dans le club rival du CA Independiente. 
Il part ensuite pour l'Italie où il signe à Genoa en Serie B. En 2005, il rejoint son frère cadet au Real Saragosse où il inscrit quatorze buts pour sa première saison. Lors de l'exercice 2006-2007, il termine second meilleur buteur de Liga en marquant 23 buts, soit 2 de moins que le pichichi Ruud van Nistelrooy.
Le 30 août 2007, il prolonge son contrat au Real Saragosse pour 4 années, avec une clause libératoire de 100 M€.
Il retourne au Genoa pour la saison 2008-2009 pour 13,5 millions d'euros où il termine deuxième meilleur buteur du championnat italien (avec 24 buts) derrière l'illustre Ibrahimovic (25 buts). 
Lors de son passage au Racing Club de Avellaneda, au Genoa, et au Real Saragosse, il aura maintenu la moyenne impressionnante d'un but tous les deux matchs.

### Confirmations et premiers succès à l'Inter
En mai 2009, il s'engage pour 26 millions d'euros en compagnie de son coéquipier Thiago Motta avec le champion d'Italie, l'Inter avec qui il découvre la C1. 
Malgré l'arrivée de l'attaquant du FC Barcelone, Samuel Eto'o, José Mourinho, l'entraineur de l'Inter, confie à Milito le rôle de buteur titulaire. Il cultive une forte ressemblance avec Enzo Francescoli, l'illustre meneur de jeu de la celeste.
Il justifie cette confiance en réalisant la meilleure saison de sa carrière : 22 buts en Serie A, 6 en Ligue des champions qui aident l'Inter à réaliser une saison historique avec à la clé un triplé (Championnat-Coupe-Ligue des champions) inédit pour le club. 
Sa classe et le côté décisif de ses buts durant la saison permettent très vite à Milito de devenir le chouchou du stade Giuseppe Meazza : en effet, l'Argentin marque le but de la victoire en finale de la Coupe d'Italie (1-0) le 5 mai puis le but du titre en Serie A à Sienne le 16 mai et enfin un doublé en finale de la Ligue des champions (2-0) le 22 mai à Madrid. Courtisé par Manchester United pour une offre de 17 M, il reste finalement a l'Inter.
Le 18 juin 2014, en fin de contrat avec l'Inter, il décide de revenir au Racing Club, où il contribue à remporter le titre.

### Sélection
Il dispute la Copa America 2007 avec l'Albiceleste. Il entame la compétition sur le banc, mais à la suite d'une blessure de Hernán Crespo, il rentre en cours de match face à la Colombie lors de la deuxième journée de phase de poule. Cependant, malgré un but en fin de match, il ne se montre pas vraiment à son avantage. Lors du troisième match de poule, Alfio Basile fait tourner l'équipe et Milito est à nouveau sur le banc. 
Il dispute ensuite le quart de finale face au Pérou, restant muet, puis retrouve le banc pour le reste de la compétition, alors que l'Argentine se hisse jusqu'en finale, buttant sur le Brésil lors du dernier match.
Ses performances de haut rang en 2010 convainquent Diego Maradona qui décide de le sélectionner parmi les 23 Argentins qui défendront les couleurs de l'Albiceleste lors de la Coupe du monde 2010 de la FIFA où il ne jouera qu'un seul match en tant que titulaire, contre la Grèce, alors que l'équipe d'Argentine est déjà qualifiée pour les 8e de finale. L'Argentine sera finalement éliminée en quarts de finale contre l'Allemagne sans que Diego Milito ait joué pendant ce match.
Fin octobre, Diego Milito n'apparaît pas sur la liste des 23 joueurs nommés pour le Ballon d'or 2010. Cela fait scandale car pour la plupart des observateurs, il méritait d'y figurer, notamment au vu de ses performances en Ligue des champions (6 buts dont un doublé en finale). Lors de la demi-finale de la Coupe du monde des clubs 2010, il délivre une magnifique passe décisive pour Javier Zanetti par une talonnade et inscrit un but (3-0). Il dispute la finale le samedi 18 décembre 2010. Il se blesse le 7 février 2011 et sera indisponible pour au moins 40 jours,  ratant ainsi les 8e de finale de la Ligue des champions aller et retour face au Bayern Munich.

## Statistiques
| Saison                | Club                  | Championnat           | Championnat | Championnat | Coupe(s) nationale(s) | Coupe(s) nationale(s) | Supercoupe | Supercoupe | Compétition(s) continentale(s) | Compétition(s) continentale(s) | Compétition(s) continentale(s) | Argentine | Argentine | Total | Total |
| Saison                | Club                  | Division              | M.          | B.          | M.                    | B.                    | M.         | B.         | Comp.                          | M.                             | B.                             | M.        | B.        | M.    | B.    |
| 1999-2000             | Racing Club           | PD                    | 11          | 1           | -                     | -                     | -          | -          | -                              | -                              | -                              | -         | -         | 11    | 1     |
| 2000-2001             | Racing Club           | PD                    | 35          | 2           | -                     | -                     | -          | -          | -                              | -                              | -                              | -         | -         | 35    | 2     |
| 2001-2002             | Racing Club           | PD                    | 38          | 9           | -                     | -                     | -          | -          | -                              | -                              | -                              | -         | -         | 38    | 9     |
| 2002-2003             | Racing Club           | PD                    | 35          | 14          | -                     | -                     | -          | -          | -                              | 11                             | 3                              | 3         | 1         | 49    | 18    |
| 2003-2004             | Racing Club           | PD                    | 18          | 8           | -                     | -                     | -          | -          | -                              | -                              | -                              | 2         | 2         | 20    | 10    |
| Sous-total            | Sous-total            | Sous-total            | 137         | 34          | -                     | -                     | -          | -          | -                              | 11                             | 3                              | 5         | 3         | 153   | 40    |
| 2003-2004             | Genoa CFC             | Serie B               | 20          | 12          | -                     | -                     | -          | -          | -                              | -                              | -                              | -         | -         | 20    | 12    |
| 2004-2005             | Genoa CFC             | Serie B               | 39          | 21          | 3                     | 1                     | -          | -          | -                              | -                              | -                              | 2         | 0         | 44    | 22    |
| Sous-total            | Sous-total            | Sous-total            | 59          | 33          | 3                     | 1                     | -          | -          | -                              | -                              | -                              | 2         | 0         | 64    | 34    |
| 2005-2006             | Real Saragosse        | Liga                  | 36          | 14          | 9                     | 6                     | -          | -          | -                              | -                              | -                              | 1         | 0         | 46    | 20    |
| 2006-2007             | Real Saragosse        | Liga                  | 37          | 23          | 4                     | 0                     | -          | -          | -                              | -                              | -                              | 5         | 1         | 46    | 24    |
| 2007-2008             | Real Saragosse        | Liga                  | 35          | 15          | 3                     | 2                     | -          | -          | C3                             | 2                              | 0                              | 1         | 0         | 41    | 17    |
| Sous-total            | Sous-total            | Sous-total            | 108         | 52          | 16                    | 8                     | -          | -          | -                              | 2                              | 0                              | 7         | 1         | 133   | 61    |
| 2008-2009             | Genoa CFC             | Serie A               | 31          | 24          | 1                     | 2                     | -          | -          | -                              | -                              | -                              | 5         | 0         | 37    | 26    |
| 2009-2010             | Internazionale        | Serie A               | 35          | 22          | 6                     | 2                     | -          | -          | C1                             | 11                             | 6                              | 4         | 0         | 56    | 30    |
| 2010-2011             | Internazionale        | Serie A               | 23          | 5           | 4                     | 1                     | -          | -          | C1                             | 6                              | 2                              | 1         | 0         | 34    | 8     |
| 2011-2012             | Internazionale        | Serie A               | 33          | 24          | 1                     | 0                     | -          | -          | C1                             | 7                              | 2                              | -         | -         | 41    | 26    |
| 2012-2013             | Internazionale        | Serie A               | 20          | 9           | -                     | -                     | -          | -          | C3                             | 6                              | 0                              | -         | -         | 26    | 9     |
| 2013-2014             | Internazionale        | Serie A               | 17          | 2           | 1                     | 0                     | -          | -          | -                              | -                              | -                              | -         | -         | 18    | 2     |
| Sous-total Inter      | Sous-total Inter      | Sous-total Inter      | 128         | 62          | 12                    | 3                     | -          | -          | -                              | 30                             | 10                             | 5         | 0         | 175   | 75    |
| 2014                  | Racing Club           | PD                    | 17          | 6           | -                     | -                     | -          | -          | -                              | -                              | -                              | -         | -         | 17    | 6     |
| 2015                  | Racing Club           | PD                    | 22          | 8           | 2                     | 0                     | -          | -          | CL                             | 9                              | 4                              | -         | -         | 33    | 12    |
| 2016                  | Racing Club           | PD                    | 6           | 3           | 0                     | 0                     | -          | -          | CL                             | 2                              | 0                              | -         | -         | 8     | 3     |
| Sous-total            | Sous-total            | Sous-total            | 45          | 17          | -                     | -                     | -          | -          | -                              | 11                             | 4                              | -         | -         | 56    | 21    |
| Total sur la carrière | Total sur la carrière | Total sur la carrière | 508         | 222         | 34                    | 14                    | -          | -          | -                              | 44                             | 17                             | 24        | 4         | 610   | 257   |

### Buts internationaux
| 0   | Date            | Lieu                                                     | Compétition                          | Résultat | Adversaire | Détail | Détail        | Détail | Sél. |
| --- | --------------- | -------------------------------------------------------- | ------------------------------------ | -------- | ---------- | ------ | ------------- | ------ | ---- |
| 1er | 30 janvier 2003 | Estadio Olímpico Metropolitano, San Pedro Sula, Honduras | Match amical                         | V 1-3    | Honduras   | 15e    | du pied droit | 1-1    | 1re  |
| 2e  | 16 juillet 2003 | Stade Ciudad de La Plata, La Plata, Argentine            | Match amical                         | N 2-2    | Uruguay    | 4e     | de la tête    | 1-0    | 4e   |
| 3e  | 16 juillet 2003 | Stade Ciudad de La Plata, La Plata, Argentine            | Match amical                         | N 2-2    | Uruguay    | 9e     | du pied droit | 2-1    | 4e   |
| 4e  | 2 juillet 2007  | Estadio José Pachencho Romero, Maracaibo, Venezuela      | Premier tour de la Copa América 2007 | V 4-2    | Colombie   | 90e    | du pied droit | 4-2    | 12e  |

## Palmarès

### En club
- Inter Milan
  - Champion d'Italie en 2010
  - Vainqueur de la Coupe d'Italie en 2010 et 2011
  - Vainqueur de la Supercoupe d'Italie en 2010
  - Vainqueur de la Ligue des champions en 2010
  - Vainqueur de la Coupe du monde des clubs en 2010
  - Finaliste de la Supercoupe de l'UEFA en 2010
- Racing Club
  - Primera División en 2001 et 2014
- Real Saragosse
  - Finaliste de la Coupe d'Espagne en 2006

### Récompenses individuelles
- Meilleur footballeur de l'année UEFA en 2009-2010
- Meilleur attaquant de l'année UEFA en 2009-2010
- Homme du match de la Finale de la Ligue des champions de l'UEFA 2009-2010
- Élu Bidon d'or en 2011